# Ankaraspor (club de fútbol)
El Ankaraspor FK (anteriormente Osmanlispor  FK) es un club de fútbol turco situado en la ciudad de Ankara. Juega actualmente en la TFF Segunda División, tercera categoría del fútbol turco.

## Datos del club
- Temporadas en 1.ª división: 9 (2004-2010, 2015-2018).
- Temporadas en 2.ª división: 11 (1997-2004, 2013-2015, 2018-2020).
- Temporadas en 3.ª división: 1 (1996-1997, 2021-)

En las temporadas 2010-11, 2011-12 y 2012-13 el club no disputó ninguna liga.

## Palmarés
- TFF Tercera División (1): 1996-1997

## Participación en competiciones de la UEFA
| Temporada | Torneo                    | Ronda              | Club        | Casa | Visita | Global   |
| --------- | ------------------------- | ------------------ | ----------- | ---- | ------ | -------- |
| 2005      | Copa Intertoto de la UEFA | 2                  | Dubnica     | 0–4  | 1–0    | 1–4      |
| 2016–17   | Liga Europa de la UEFA    | 2.ª Clasificatoria | Zimbru      | 5–0  | 2–2    | 7–2      |
| 2016–17   | Liga Europa de la UEFA    | 3.ª Clasificatoria | Nõmme Kalju | 1–0  | 2–0    | 3–0      |
| 2016–17   | Liga Europa de la UEFA    | Playoff            | Midtjylland | 2–0  | 1–0    | 3–0      |
| 2016–17   | Liga Europa de la UEFA    | Grupo L            | Villarreal  | 2–2  | 2–1    | 1º Lugar |
| 2016–17   | Liga Europa de la UEFA    | Grupo L            | FCSB        | 2–0  | 1–2    | 1º Lugar |
| 2016–17   | Liga Europa de la UEFA    | Grupo L            | Zürich      | 2–0  | 1–2    | 1º Lugar |
| 2016–17   | Liga Europa de la UEFA    | Dieciseisavos      | Olympiacos  | 0–3  | 0–0    | 0–3      |